# Cal Ferrer de Das
Cal Ferrer de Das és una casa del municipi de Das (Cerdanya) protegida com a bé cultural d'interès local.

## Descripció
És una casa petita casa, habitada, on destaca la seva balconada completament de fusta. Està sostinguda per tres grans columnes de fusta que tenen un travesser de suport. Aquesta balconada és molt ample i la barana té els barrots rodons i tornejats. És una típica balconada cerdana amb balustres tornejats i amb els tornapuntes que li serveixen de suport. Hi ha unes portes verticals que la protegeixen del nord, que juntament amb la volada que la cobreix forma un clos acollidor. Els veïns comenten que pot tenir uns 250 anys.